# Anselm Franz von Ingelheim (évêque de Wurtzbourg)
Anselm Franz von Ingelheim (né le 12 novembre 1683 à Mayence, mort le 9 février 1749 à Wurtzbourg) est prince-évêque de Wurtzbourg de 1746 à 1749.

## Biographie
Le siège de la famille Ingelheim se trouve à Ingelheim am Rhein. Anselm Franz est le fils aîné de Franz Adolf Dietrich (de) et de son épouse Ursula Kämmerin von Worms qui auront 21 enfants. Il est le neveu d'Anselm Franz von Ingelheim, archevêque et prince-électeur de Mayence.
Il commence sa carrière ecclésiastique comme prébende. À 21 ans, avec son frère Rudolf Johann Friedrich, plus jeune de deux ans, en 1703, il va à Rome pour étudier la théologie. Le 5 mars 1706, son frère meurt sur le chemin du retour à Venise et se fait enterrer dans l'église San Cassiano. Le 31 décembre 1728, Anselm Franz von Ingelheim est ordonné prêtre. Il devient chapitre à l'abbaye Saint-Alban devant Mayence et prévôt à la collégiale Saint-Victor devant Mayence. Le 29 août 1746, il est élu évêque par le chapitre de Wurtzbourg, élection que confirme le pape Benoît XIV, et est ordonné le 27 août 1747.
Contrairement à son prédécesseur Frédéric-Charles de Schönborn-Buchheim, Ingelheim ne soutient pas l'architecte Johann Balthasar Neumann. Il est considéré comme avide et mercenaire, ne s'intéresse qu'à l'alchimie, négligeant les travaux de la résidence de Wurtzbourg qui s'arrêtent.
Anselm Franz von Ingelheim meurt dans son sommeil après moins d'un an et demi de pouvoir. Son successeur Karl Philipp von Greiffenclau zu Vollrads, parent de la famille Schönborn, rétablit Johann Balthasar Neumann.